# Амир Барид-шах I
Амир Барид I, также известен как Амир Али Барид (? — 1542) — второй мир-джумла (первый министр) из династии Барид-шахов (1504—1542). Первоначально Амир Барид управлял султанатом от имени султанов-марионеток Бахманийского султаната. После того, как последний бахманийский султан бежал из Бидара, он стал практически независимым и самостоятельным. Амир Барид никогда не присваивал себе никаких титулов, а правил под титулом «мир-джумла».

## Биография
В 1504 году после смерти своего отца Касима Барида I Амир Барид унаследовал титул мир-джумлы (первого министра) Бахманийского султаната. В 1520 году он провозгласил султаном Ала-ад-дин-шаха II, который правил с 1520 по 1523 год. Ала-ад-дин планировал убить Амира Барида во время одного из его ежемесячных визитов. Однако, когда прибыл Амир Барид, один из убийц во внутренних покоях дворца чихнул, встревожив его и выдав заговор. Ала-ад-дин-шах был заключен в тюрьму и предан смерти в 1523 году.
В 1523 году Амир Барид провозгласил султаном Вали-Аллах-шаха, номинальное правление которого продолжалось три года. Когда в 1526 году Вали-Аллах-шах был также уличен в заговоре против первого министра, тот приказал его казнить. Амир Барид женился на его вдове и объявил новым султаном его брата Калим-Аллаха-шаха. В 1527 году Калим-Аллах-шах бежал в Биджапур, а затем в Ахмаднагар, но не был принят ни одним из султанов и провел остаток своей жизни в качестве пленника.
Амир Барид не избрал другого марионеточного монарха и продолжал править до 1542 года. Однако он никогда не присваивал себе титула султана.

## Смерть и погребение
Али Барид-шах скончался в 1542 году, прежде чем его гробница была завершена, и поэтому похоронен в незаконченной гробнице среди гробниц Барид-шахов в Бидаре. Ему наследовал его сын Али Барид-шах I.